# 9 Dead Gay Guys
9 Dead Gay Guys è un film del 2002 diretto da Lab Ky Mo.